# Première invasion mandchoue de la Corée
 (février 2025).
Si vous disposez d'ouvrages ou d'articles de référence ou si vous connaissez des sites web de qualité traitant du thème abordé ici, merci de compléter l'article en donnant les références utiles à sa vérifiabilité et en les liant à la section « Notes et références ».
Transition des Ming aux Qing
Batailles
Unification des Jürchens - Fushun - Qinghe - Sarhu - Kaiyuan - Tieling - Xicheng  - Shen-Liao - Zhenjiang - She-An - Guangning - Ningyuan - Corée (1627) -  Ning-Jin - Jisi - Dalinghe - Wuqiao - Lüshun - Corée (1636) - Song-Jin - Révoltes paysannes - Pékin - Shanhai
La Première invasion mandchoue de la Corée a eu lieu en 1627, lorsque Huang Taiji a dirigé l'armée mandchoue contre la dynastie Joseon de Corée. Elle a été suivie par la seconde invasion Mandchoue de la Corée.

## Casus Belli
En 1619, Joseon a aidé la Chine Ming par l'envoi de 10 000 soldats lorsque la Chine Ming a attaqué la Mandchourie de la Dynastie Qing sous le règne de Nurhachi, mais le général coréen Gang Hong-rip s'est rendu à Nurhachi. Gang a insisté sur le fait que la Corée n'avait pas de raison de combattre les Mandchous et qu'il n'avait envoyé de renforts que pour remplir ses obligations envers la dynastie Ming.
En Corée, la faction occidentale a fait tomber le roi Gwanghaegun et intronisé le roi
Injo à sa place en 1623. Cette faction a pris des mesures explicitement pro-Ming et anti-Mandchoues. De plus, le commandant des troupes mobiles Ming Mao Wenlong (Hanja: 毛文龍) s'est engagé dans une guérilla depuis une île située au large de la péninsule coréenne.
La première expédition Mandchoue a été déclenchée par la rébellion de Yi Kwal contre le roi Injo en 1624. La révolte a été rapidement écrasée mais ses instigateurs se sont réfugiés en Mandchourie où ils ont recommandé à Huang Taiji d'envahir la Corée.

## Guerre
En 1627, Huang Taiji détache Amin, Jirgalang, Ajige et Yoto en Corée, guidés par Gang Hong-rip et d'autres Coréens. La marche des Mandchous les entraîne loin à l'intérieur des terres coréennes. Ils battent les troupes de Mao Wenlong mais échouent à capturer leur commandant. Lorsque les Mandchous avancent plus au sud vers Hwangju, le roi Injo a déjà fui d'Hanseong (Séoul) vers l'île de Kanghwa.
Malgré cette situation fortement à leur avantage, les Mandchous ont entamé des négociations de paix, probablement car Hong Taiji était inquiet de la défense de son propre territoire. Cette offre a été rapidement acceptée par la Corée et ce malgré l'opposition de certains hommes d'état anti-Mandchous n'estimant pas à sa juste valeur la position de force dans laquelle ces derniers se trouvaient. L'accord suivant a été accepté sur l'île de Kanghwa :
1. La Corée abandonne le systeme d'ères Tianqi (天啓).
2. La Corée offre Yi Gak comme otage à la place d'un prince royal.
3. (Plus tard) Qing et la Corée n'effectueront pas d'incursions sur leurs territoires respectifs.

Pendant ce temps, la ville de Pyongyang a été pillée pendant plusieurs jours par Amin avant qu'il ne soit ordonné par Hang Taji de signer l'accord de paix. Cet accord était favorable aux Mandchous. Après cette expédition de quatre mois, l'armée Mandchoue s'est retirée vers Mukden.

## Conséquences
Les deux parties ont conduit des négociations après la guerre. Les Mandchous ont forcé la Corée à ouvrir des marchés près des frontières car le long conflit avec les Ming avait ruiné la Mandchourie. La Corée a également régulièrement versé un tribut aux Mandchous.
La relation entre Joseon et les Mandchous est restée inconfortable voire glaciale. Même si la première invasion n'a pas été catastrophique pour la Corée, la seconde, neuf ans plus tard, le sera. Cette première campagne a été ressentie aigrement par les hommes d'états confucianistes et les érudits qui considéraient que c'était une trahison pour la Corée d'abandonner la Chine Ming après l'aide de ces derniers contre les Japonais durant la Guerre Imjin. Cette antipathie s'est enflammée en 1636 lorsque les Mandchous ont demandé une requalification de la relation diplomatique d'égal-à-égal en suzerain-vassal. La cour coréenne, dominée par les hommes anti-Mandchous a rejeté cette demande, ce qui a conduit à la seconde invasion Mandchoue de la Corée de 1636.